# 11月3日 (旧暦)
旧暦11月3日（きゅうれきじゅういちがつみっか）は、旧暦11月の3日目である。六曜は先勝である。

## できごと
- 推古天皇元年（ユリウス暦592年12月12日） - 蘇我馬子が東漢駒に崇峻天皇を暗殺させる

## 誕生日
- 大永元年（ユリウス暦1521年12月1日） - 武田信玄、戦国大名（+ 1573年）
- 天文6年（ユリウス暦1537年12月5日） - 足利義昭、室町幕府15代将軍（+ 1597年）
- 寛永16年(閏)（グレゴリオ暦1639年12月27日） - 渋川春海、天文方（+ 1715年）
- 天保7年（グレゴリオ暦1836年12月10日） - 村田新八、政治家（+ 1877年）
- 天保12年（グレゴリオ暦1841年12月15日） - 田中正造、衆議院議員・社会運動家（+ 1913年）
- 安政元年（グレゴリオ暦1854年12月22日） - 高峰譲吉、薬学者（+ 1922年）

## 忌日
- 推古天皇元年（ユリウス暦592年12月12日） - 崇峻天皇、32代天皇
- 弘長元年（ユリウス暦1261年11月26日） - 北条重時、鎌倉幕府連署（+ 1198年）